# Nekrotyczna pierścieniowa plamistość drzew pestkowych

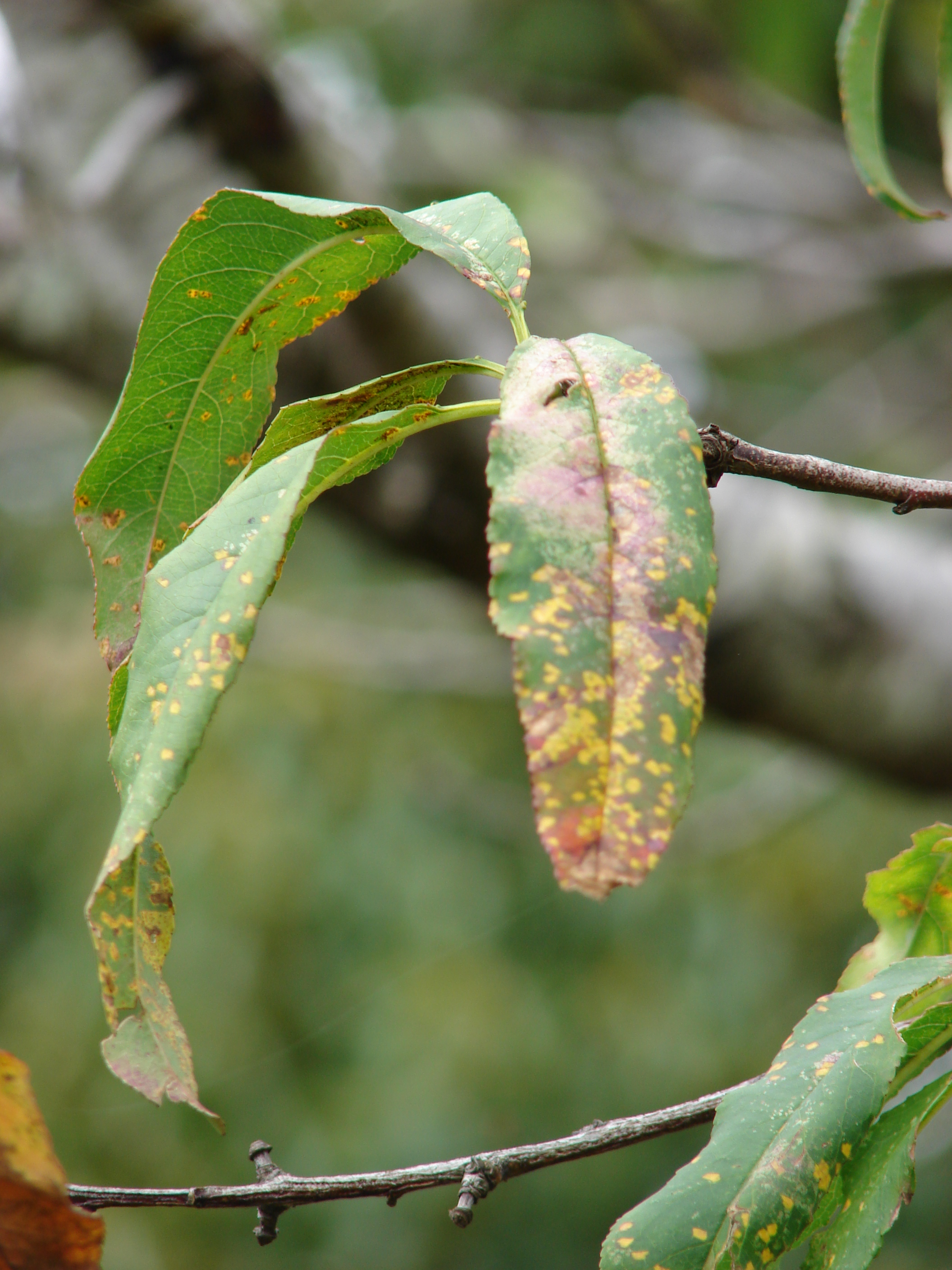
Objawy na liściu brzoskwini

Nekrotyczna pierścieniowa plamistość drzew pestkowych, nekrotyczna pierścieniowa plamistość wiśni i czereśni – choroba drzew pestkowych wywoływana przez wirusa nekrotycznej pierścieniowej plamistości wiśni (Prunus necrotic ringspot virus, PNRSV).

## Występowanie i szkodliwość
Wirus PNRSV jest jednym z najbardziej na świecie rozprzestrzenionych wirusów. Jego żywicielami są rośliny należące do 21 rodzin roślin. Wśród roślin uprawnych w Polsce wywołuje choroby: mozaika róży, mozaika pierścieniowa chmielu, nekrotyczna pierścieniowa plamistość drzew pestkowych, wstęgowa mozaika brzoskwini.
Wśród drzew pestkowych w Polsce wirus PNRSV występuje u około 70% drzew wiśni i czereśni, częściej w wiśniach. Wykryto go także w drzewach brzoskwiń i moreli. Szkody jakie wyrządza zależą od szczepu wirusa, od gatunku i odmiany rośliny, a także zależą od tego, czy drzewo zainfekowane jest tylko tym wirusem. Jeśli porażone jest równocześnie wirusem karłowatości drzew pestkowych (Prune dwarf virus, PDV), objawy są silniejsze. U wiśni porażonej wiśni w fazie szoku (1–2 lata od infekcji) plon spadł o 60–70%, a w fazie chronicznej 36–43%. Wiśnie i czereśnie w drugim i trzecim roku po infekcji rosły dużo gorzej. Przy porażeniu szczególnie groźnym szczepem PNRSV-cherry (sour) stecklenberg virus zamierało nawet 95% drzew w sadzie. Brzoskwinie ulegają dużo słabszemu porażeniu, spadek plonu wynosi około 6% i drzewa były niższe o 12%, ale gdy porażone zostały równocześnie wirusem PDV, spadek plonu wyniósł około 33%, a drzewa były niższe o 50%. Ponadto owoce brzoskwiń porażonych były słabiej wybarwione i dojrzewały później. Owoce te pozbawione były wartości handlowej
U niektórych odmian śliw porażonych wirusem PNRSV na owocach występują żółte pierścienie lub mozaika. U odmian ‘Cambridge’, ‘Gage’, ‘Marjorie Seedling’ i ‘Oullins Golden’, spadek plonu dochodził do 30%. Porażone morele i migdałowce rosną gorzej i ich plon również jest wyraźnie mniejszy. Bardzo często porażenie po jakimś czasie doprowadza do obumierania drzew. Choroba wyrządza również duże szkody w szkółkach i matecznikach.

## Objawy
Pierwszy rok lub pierwsze dwa lata od infekcji to tzw. faza szoku. W pierwszym roku większość pąków kwiatowych obumiera; brunatnieje, zasycha i opada. Kwiaty, które zakwitną mają krótkie szypułki i są zniekształcone. Na liściach pojawiają się plamy i chlorotyczne pierścienie. Później ulegają nekrozie i wykruszeniu, wskutek czego w liściach tworzą się dziurki. W drugim roku objawy te występują tylko na najwcześniej rozwijających się liściach. W trzecim roku drzewo przechodzi w fazę chroniczną. Jest nosicielem wirusa, ale objawy choroby są już słabe, w postaci niewielkich chloroz, obumierania pąków i gumozy. U wiśni w tej fazie na liściach tworzą się ciemnozielone wyrostki zwane enacjami.

## Ochrona
Wirus PNRV przenosi się podczas okulizacji i szczepienia, a także przez pyłek, nasiona i wciornastki. Wykrywa się go testami biologicznymi polegającymi na wykorzystaniu roślin testowych, którymi są siewki brzoskwini ‘Elberta’ i czereśni ptasiej oraz podkładki F12/1. Obecnie jednak wykorzystuje się pewniejsze testy serologiczne (test Elisa) i testy oparte na badaniu kwasów nukleinowych (głównie test cRNA).
Zasadnicze znaczenie w zapobieganiu chorobie ma używanie wolnych od wirusów podkładek, oczek i zrazów. Nowe sady należy zakładać w odległości co najmniej 1800–1000 m od sadów, w których wystąpiła choroba, od drzew, na których produkowane są nasiona na podkładki czy zrazy. Młode i porażone drzewa w pierwszym i drugim roku od posadzenia usuwa się z sadu. Dosadzanie nowych drzew ma sens tylko w sadzie młodym. W sadzie 8-10 letnim jest już ekonomicznie nieopłacalne, gdyż jeśli są w nim zainfekowane drzewa, to nowe też ulegną zainfekowaniu, zanim dadzą plon rekompensujący koszty dosadzania.